# João V de Constantinopla
João V de Constantinopla foi o patriarca de Constantinopla de 669 a 675 d.C. Ele era de fé ortodoxa durante a controvérsia monotelita.
Seu episcopado coincidiu com o reinado do imperador bizantino Constantino Pogonatos, que reinou entre 668 até 685.